# Zoltan Varga (nogometaš)
Zoltán Varga, madžarski nogometaš in trener, * 1. januar 1945, Vál, Madžarska, † 9. april 2010, Budimpešta, Madžarska. 
Sodeloval je na nogometnemu delu poletnih olimpijskih iger leta 1964 in osvojil naslov olimpijskega prvaka.